# Micah Downs
Micah Philip Downs (Kirkland, 8 settembre 1986) è un ex cestista statunitense, di ruolo ala piccola.

## Carriera
Cresciuto nella squadra di basket della Juanita High School, ha giocato la sua prima stagione di college nei Kansas Jayhawks, disputando 13 incontri in Big 12 Conference. Nel 2006 si è trasferito ai Gonzaga Bulldogs; in 3 stagioni ha collezionato 84 presenze, con 724 punti complessivi.
Downs ha esordito da professionista nel 2009, anno in cui ha giocato nel KK Zadar nella A1 Liga croata e in Eurocup. Nel febbraio 2010 ha lasciato la Croazia per trasferirsi al Leuven, nella massima serie belga.
Nella stagione 2010-11 ha militato nel Burgos in LEB Oro, la seconda serie del campionato spagnolo di pallacanestro. Con il club castigliano ha disputato 43 partite, di cui 11 di play-off. Ha proseguito la carriera in Spagna nel Bàsquet Manresa, disputando la Liga ACB 2011-2012; nella stessa stagione ha vinto il premio come Jugador Revelación (giocatore rivelazione della stagione) assegnato dalla Liga ACB.
Nel settembre 2012 firma ufficialmente con i Boston Celtics.
Il 28 luglio 2015 firma in Italia con la Juvecaserta per la stagione 2015-2016 della Lega Basket.

## Palmarès
- Coppa di Portogallo: 1

Sporting CP: 2021
- Coppa di Lega portoghese: 1

Sporting CP: 2022

### Riconoscimenti individuali
- McDonald's All-American Game (2005)
- Jugador Revelación ACB (2012)